# Ryoji Fukui
Ryoji Fukui (福井 諒司 Fukui Ryoji?, nacido el 7 de agosto de 1987 en Hyogo) es un futbolista japonés que se desempeña como defensa.

## Trayectoria

### Clubes
| Club                | País  | Año         |
| ------------------- | ----- | ----------- |
| Tokyo Verdy         | Japón | 2010        |
| Giravanz Kitakyushu | Japón | 2011        |
| Kashiwa Reysol      | Japón | 2012        |
| Tokyo Verdy         | Japón | 2013 - 2015 |
| Renofa Yamaguchi FC | Japón | 2016        |
| Mito HollyHock      | Japón | 2016 -      |

## Estadística de carrera

### J. League
| Club                | Año   | J. League | J. League | Copa J. League | Copa J. League | Total | Total |
| Club                | Año   | Part.     | Goles     | Part.          | Goles          | Part. | Goles |
| ------------------- | ----- | --------- | --------- | -------------- | -------------- | ----- | ----- |
| Tokyo Verdy         | 2010  | 1         | 0         | -              | -              | 1     | 0     |
| Giravanz Kitakyushu | 2011  | 33        | 3         | -              | -              | 33    | 3     |
| Kashiwa Reysol      | 2012  | 3         | 0         | 0              | 0              | 3     | 0     |
| Tokyo Verdy         | 2013  | 27        | 1         | -              | -              | 27    | 1     |
| Tokyo Verdy         | 2014  | 2         | 1         | -              | -              | 2     | 1     |
| Tokyo Verdy         | 2015  | 19        | 0         | -              | -              | 19    | 0     |
| Renofa Yamaguchi FC | 2016  | 0         | 0         | -              | -              | 0     | 0     |
| Mito HollyHock      | 2016  | 19        | 3         | -              | -              | 19    | 3     |
| Mito HollyHock      | 2017  | 38        | 1         | -              | -              | 38    | 1     |
| Total               | Total | 142       | 9         | 0              | 0              | 142   | 9     |